# Deniliquin
Deniliquin conhecida localmente como "Deni", é uma cidade na região de Riverina, Nova Gales do Sul, perto da fronteira com o estado de Vitória. No censo de 2016, a população urbana de Deniliquin era de 6.833.